# Uwe Hobler
Uwe Hobler (* 31. August 1957 in Plauen) ist ein deutscher Politiker (PDS/Die Linke). Von 1997 bis 2005 war er Bundesschatzmeister der PDS und von 2005 bis 2023 war er Finanzbeauftragter der Linksfraktion im Bundestag.

## Leben
Von 1977 bis 1978 studierte er an der Timirjasew-Akademie für Landwirtschaft in Moskau, musste jedoch sein Studium aus gesundheitlichen Gründen abbrechen. Hobler studierte dann an der LPG-Hochschule in Meißen mit Abschluss 1984 als Dipl. agr. ing. oec. In der DDR war der gelernte Zootechniker u. a. Mitarbeiter beim Rat des Kreises Strausberg.
Nach der Wende war Hobler Prokurist einer Immobilienfirma und Landesschatzmeister der PDS in Brandenburg. 1997 wurde er Bundesschatzmeister der PDS. Mit dem Wiedereinzug seiner Partei in den Bundestag bei der Bundestagswahl 2005 wurde er Finanzbeauftragter der dortigen Linksfraktion. Diese löste sich im Jahr 2023 auf. Mit der Auflösung der Linksfraktion begann er in der Liquidationsgruppe zu arbeiten.
Hobler lebt in Frankfurt (Oder).